# Joseph Brown (Astronom)
Joseph Brown (* 3. Dezember 1733 in Providence, Colony of Rhode Island and Providence Plantations; † 3. Dezember 1785 in Providence, Rhode Island) war ein britisch-amerikanischer Astronom und Professor an der Brown University.

## Leben
Joseph Brown wurde in Providence, Rhode Island, als einer der vier überlebenden Söhne (auch bekannt als die Four Brothers) des Kaufmanns James Brown II (1698–1739) und seiner Frau Hope Power Brown geboren. Seine Brüder, alles Kaufleute in Rhode Island, waren Nicholas Brown senior, John Brown (Mitgründer des Rhode Island College) und Moses Brown. Er hatte ebenfalls eine Schwester, Mary. Joseph Brown arbeitete zunächst wie sein Vater in der Wirtschaft und Industrie, wodurch er genug Geld verdiente, um sich den Naturwissenschaften zu widmen. Hierbei beschäftigte er sich in seinen Studien vor allem mit Mechanik und Astronomie. Seine Aufmerksamkeit richtete sich besonders auf die Vorbereitungen zu der Beobachtung des Venustransits im Jahr 1769, wofür er sich geeignete Instrumente aus England schicken ließ. Abschließend  wurde dazu ein Bericht über die in Providence gemachten Beobachtungen von Benjamin West veröffentlicht. Brown führte freundschaftliche Beziehungen zum Rhode Island College, heute Brown University, und war von 1769 bis 1785 Vorstandsmitglied dort. Im Jahre 1770 bekam er vom College den Ehrengrad A.M. (Master of Arts) verliehen. Außerdem hatte er von 1784 bis zu seinem Tod ehrenamtlich einen Lehrstuhl für Naturphilosophie am College.
1781 wurde Brown zum Mitglied der American Academy of Arts and Sciences gewählt. Darüber hinaus war er Mitglied der First Baptist Church in America.
Joseph Brown starb am 3. Dezember 1785 in Providence.